# Metriopelma drymusetes
Metriopelma drymusetes là một loài nhện trong họ Theraphosidae.
Loài này thuộc chi Metriopelma. Metriopelma drymusetes được Carlos E. Valerio miêu tả năm 1982.